# 바버라 월터스
바버라 질 월터스(영어: Barbara Jill Walters, 1929년 9월 25일 ~ 2022년 12월 30일)는 미국의 언론인, 방송인이다. 그녀는 1961년부터 1976년까지 NBC의 투데이를 진행하였으며, 1979년부터 2014년까지 20/20, 1997년부터 2013년까지 더 뷰를 진행하였다.

## 생애
그녀는 투데이에서 여성 생활 정보를 제공하면서 유명해지기 시작했으며 이를 바탕으로 공동 진행자에 올랐다. 1976년에 그녀는 연봉 100만 달러를 받으면서 ABC로 이적하였으며 이는 큰 논란을 불러 일으켰다. 그녀는 그 해부터 1978년까지 ABC 이브닝 뉴스 (ABC 월드 뉴스의 전신)를 진행하였다. 이후 20/20를 진행하면서 여러 인물들을 인터뷰하기 시작하였으며, 그녀는 '인터뷰의 여왕'이라는 별명을 가지게 되었다.
그녀의 경력 동안, 월터스는 리처드와 팻 닉슨에서부터 버락과 미셸 오바마에 이르기까지 모든 현직 미국 대통령과 영부인을 인터뷰했다. 그녀는 도널드 트럼프와 조 바이든 모두를 인터뷰했지만, 그들이 대통령이었을 때는 아니었다. 그녀는 또한 피델 카스트로, 안와르 사다트, 메나헴 베긴, 캐서린 헵번, 숀 코너리, 모니카 르윈스키, 우고 차베스, 블라디미르 푸틴, 샤 모하마드 레자 팔라비, 장쩌민, 바샤르 알 아사드와 같은 논쟁적인 주제들을 인터뷰하여 찬사와 명성을 얻었다.
월터스는 1997년부터 2014년 은퇴할 때까지 ABC 주간 토크쇼 더 뷰를 제작, 제작, 공동 진행했다. 나중에 그녀는 수사 발견을 위한 다큐멘터리 시리즈뿐만 아니라 20/20에 대한 많은 특별 보고서를 진행했다. 그녀는 2015년 ABC 뉴스에서 마지막으로 방송에 성공했다. 그녀의 마지막 공식 출연은 2016년이었다.
그녀는 리처드 닉슨부터 버락 오바마까지 모든 대통령과 인터뷰를 하였으며, 인터뷰 상대자에 대한 치밀한 조사와 날카로운 질문은 시청자들로부터 큰 사랑을 받았다. 1999년에 가진 모니카 르윈스키와의 인터뷰는 미국 전역에서 관심을 가지기도 하였다. 그녀는 2013년에 더 뷰에서 은퇴하면서 ABC의 경영 제작자로 근무를 했다. 1996년에 TV 가이드는 그녀를 '위대한 방송인 50인' 중에서 34위에 선정하였다. 이후 2022년 12월 30일 뉴욕 자택서 향년 93세를 일기로 생을 마감했다.

## 출연 작품
- 캐롤 채닝: 라저 댄 라이프 (2012)
- 브랜도 (2007)
- 디 오렐리 팩터 (1996)
- 아메리칸 마스터즈 (1983)
- 20/20 (1978)
- 크레이지 마마 (1975)
- 데이빗 프로스트 쇼 (1969)